# 온도주

온도주의 위치

온도주(영어: Ondo State)는 나이지리아의 남서부에 있는 주이다. 주도는 아쿠레이며, 면적은 15,500km2, 인구는 3,440,000명(2006년)이다. 1976년 2월 3일 옛 서부주에서 분리되어 신설되었다. 북쪽으로는 에키티주, 북서쪽으로는 오순주, 북동쪽으로는 코기주, 남쪽으로는 대서양, 남동쪽으로는 델타주, 서쪽으로는 오군주, 동쪽으로는 에도주와 접한다.
18개의 지방 행정 구역로 나뉘며, 아코코족, 아쿠레족, 이카레족 등의 여러 민족으로 구성되어 있다. 온도주에는 880개교의 공립 초등학교와 190개교의 중학교가 있으며, 이는 나이지리아의 주들 중 가장 많다.